# Filialkirche Winzendorf

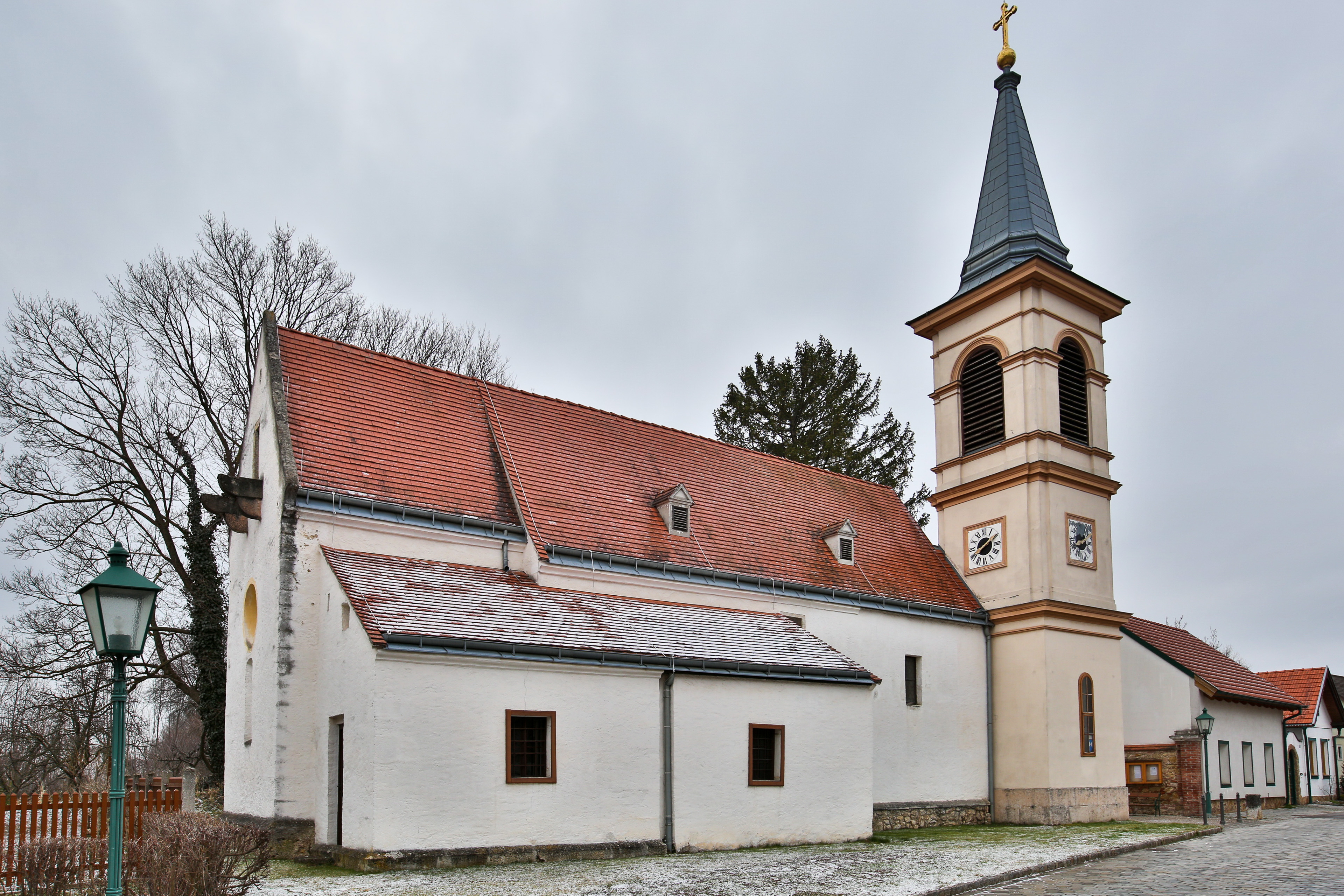
Filialkirche Winzendorf (2022)

Die römisch-katholische Filialkirche Winzendorf ist eine Kirche im Ort Winzendorf in der Marktgemeinde Winzendorf-Muthmannsdorf in Niederösterreich. Die umfangreich restaurierte ehemalige Pfarrkirche, bekannt wegen mehrerer Grabdenkmäler der Freiherrn von Teufel aus der Renaissance, steht unter Denkmalschutz. Im Zuge der vorbildhaften Restaurierung (1986–1990) wurde die Gebäudegeschichte multidisziplinär untersucht. Im Sommer finden regelmäßig Gottesdienste statt.

## Geschichte

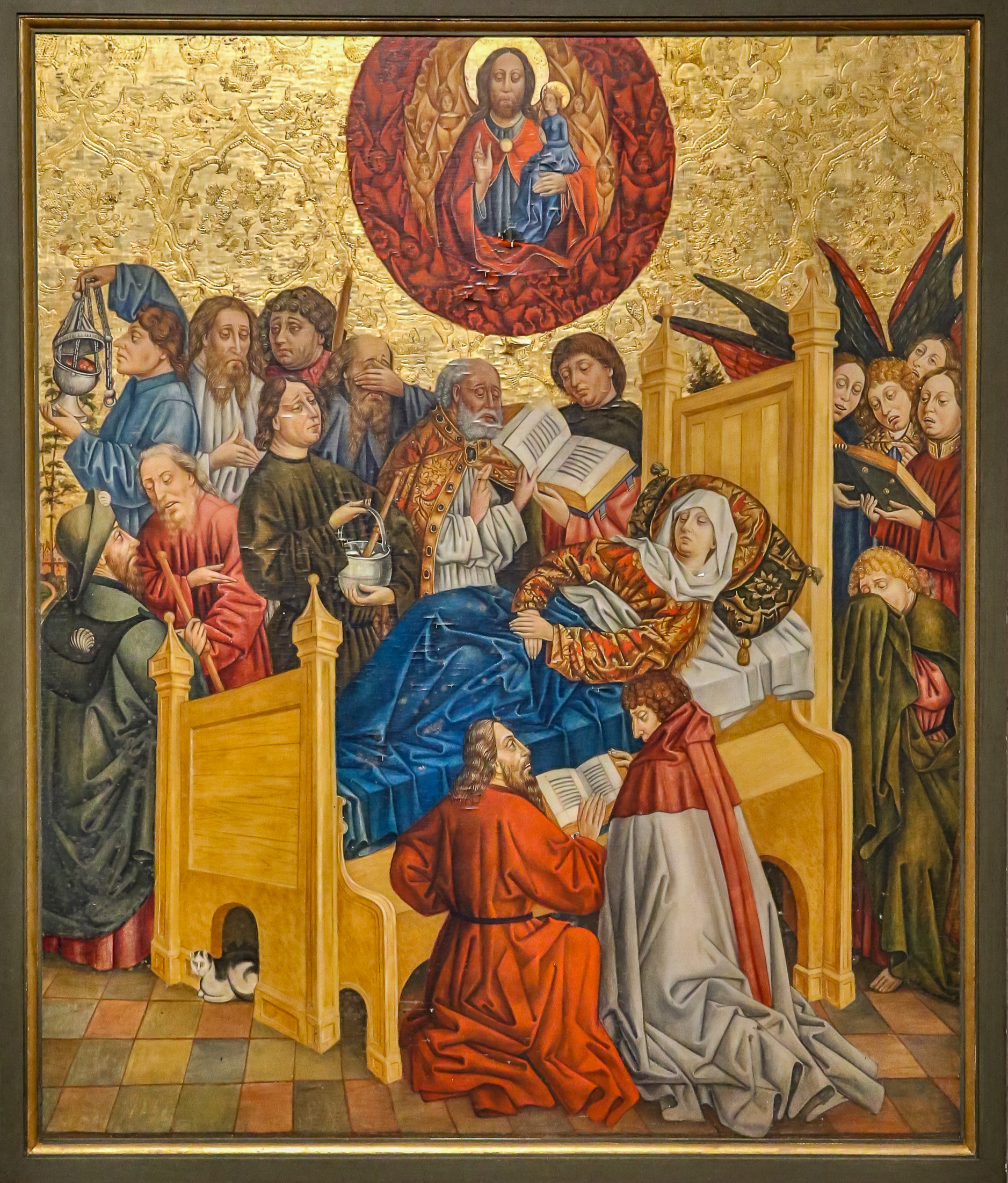
Altarbild Tod Mariäs

### Restaurierung (1986–1990)
Nach Errichtung der neuen Pfarrkirche St. Josef der Arbeiter in den 1970er Jahren, die zum Dekanat Wiener Neustadt der Erzdiözese Wien gehört, wurde die alte Kirche durch eine Initiative der Bürger vor dem Verfall gerettet. 1985 begann die Restaurierung. Insgesamt haben 179 Winzendorferinnen und Winzendorfer bei der Restaurierung mitgeholfen. Als Dank wurden die Stundenlisten täglich aktualisiert in einem Schaukasten aufgehängt. Insgesamt wurden ca. 8400 freiwillige Arbeitsstunden geleistet. Am 15. August 1990 (Mariä Himmelfahrt) erfolgte die Weihe als Filialkirche. Für die vorbildliche Restaurierung unter der Leitung von Erwin Reidinger wurde Winzendorf 1991 der Europa-Nostra-Preis verliehen. Durch die initiierte multidisziplinäre Untersuchung des Bauwerks gibt es für diese Dorfkirche außerordentlich vielschichtige wissenschaftlichen Analysen.

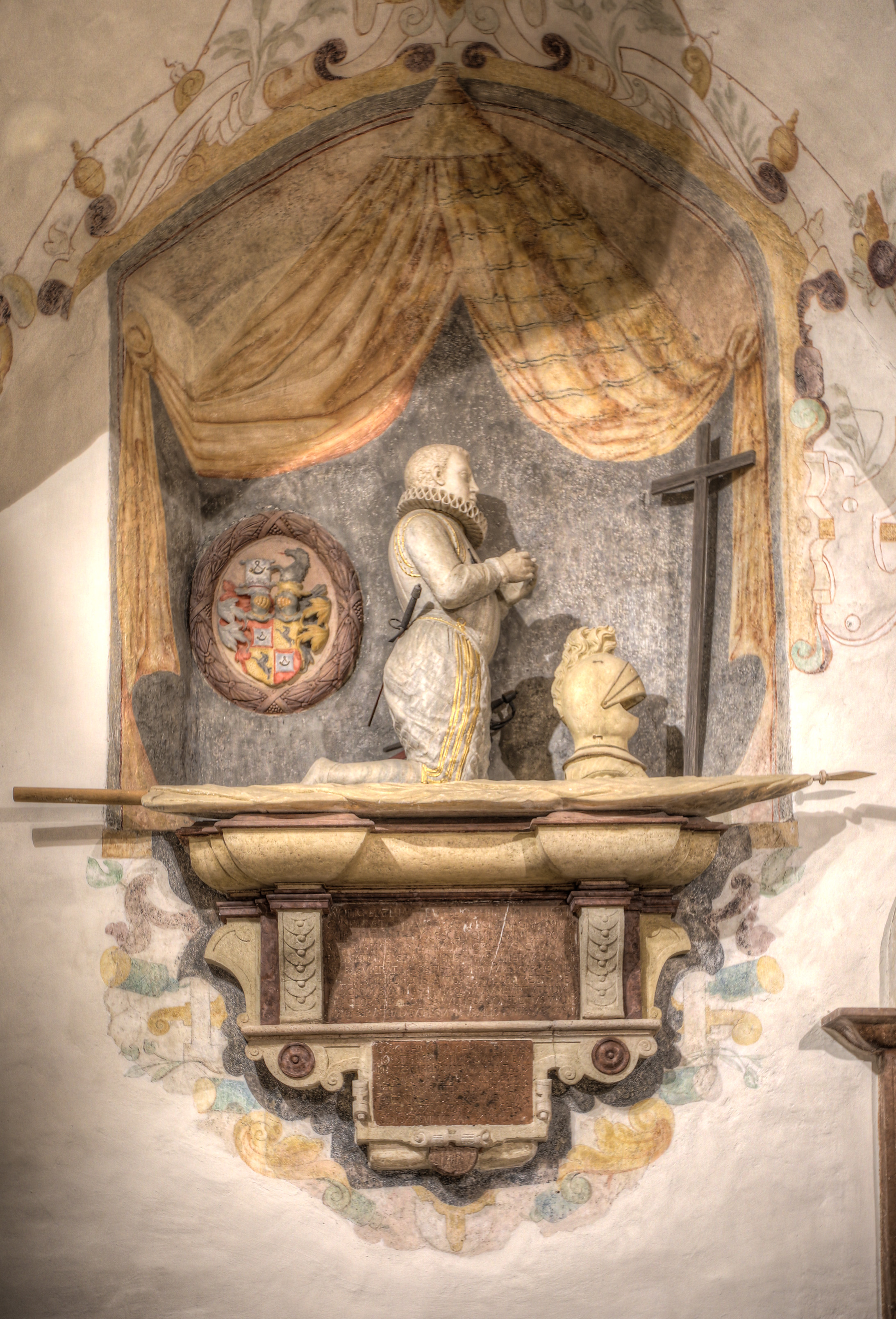
Epitaph des Wolf Mathias Teufel gefallen 1587 in Krakau

Im Zuge der Restaurierung 1987/88 wurde die Winzendorfer Kirche in Hinblick auf die verwendete Maße (Fuß / Elle / Klafter), Verhältnissen der Abmessungen und den Proportionen von Baueinheiten auch zu Inschriftenstein, Särge und Gruftdeckel detailliert analysiert. Die Einrichtung wurde bei der Restaurierung neu gestaltet.

### Spätmittelalter und frühe Neuzeit

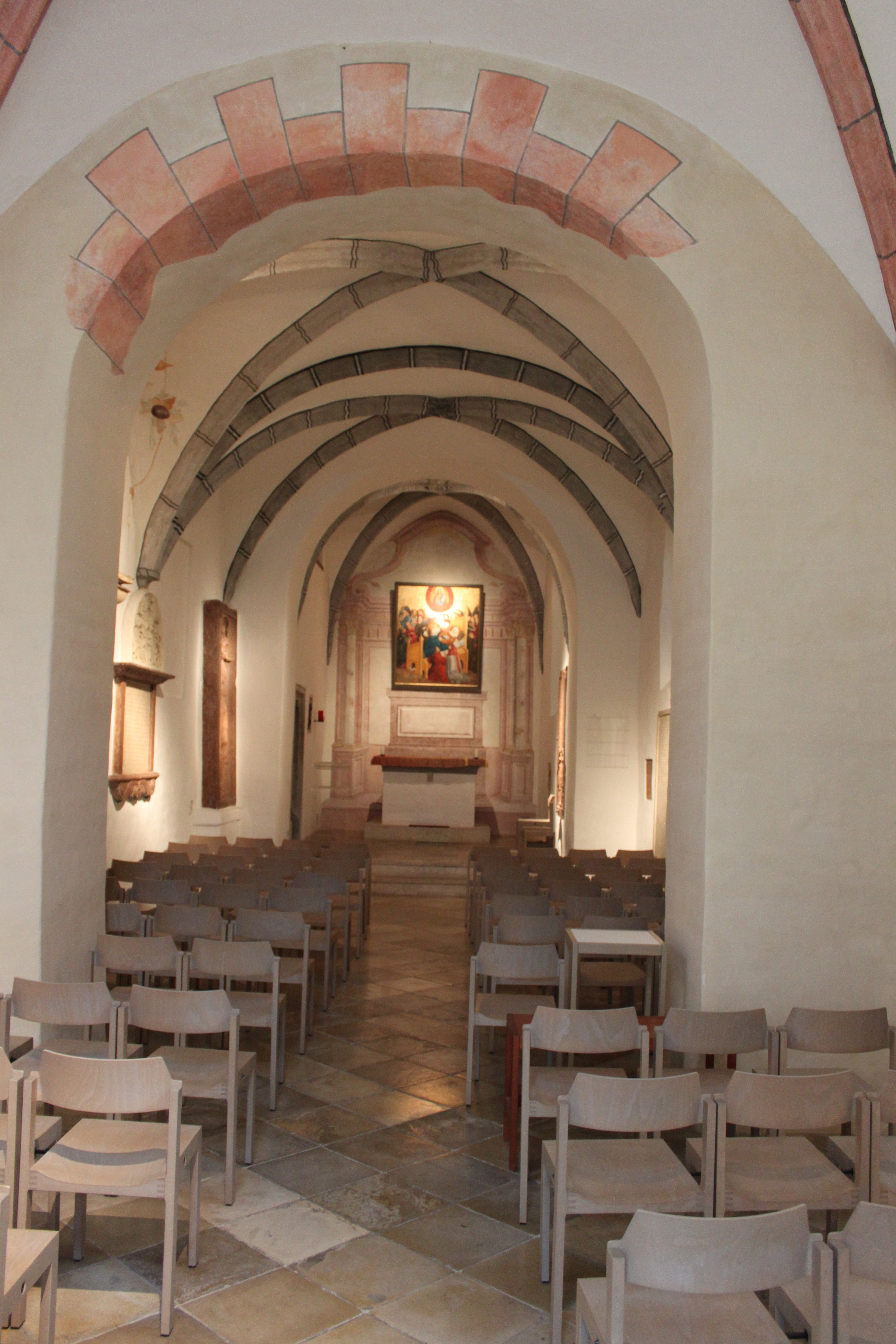
Langhaus zum Chor

Um ca. 1300 wurde in Winzendorf die Kirche als Herrschaftspfarre und Filiale der Mutterkirche, der heutigen Pfarrkirche St. Egyden am Steinfeld, errichtet. Die Bauherren sind unbekannt, doch dürfte die Kirche entweder vom steirischen Adelsgeschlecht der Stubenberger oder vom ritterlichen Geschlecht derer von Teufel errichtet worden sein. Die im Zuge der Restaurierung in den 1980er Jahren durchgeführten Grabungen zeigten Reste eines früheren Sakralbaus und eines noch älteren Profanbaues, vielleicht ursprünglich eine Burg- und Herrschaftskapelle in Verbindung mit einem Herrschaftshof. Ebenfalls gefunden wurde eine mittelalterliche Quellfassung unter dem Hochaltar mit Gangsystem und Abfluss, heute sichtbar durch Glasplatten im Fußboden. Die erste urkundliche Erwähnung ist die Bestätigung einer Messstiftung 1377 zwischen dem Pfarrer von St. Egyden und Johann den Teufel zu Winzendorf, wo es um eine Wochenmesse „in capella beatae virginis Mariae in Winssendarff“ geht. Der Kirche, die damals zur Erzdiözese Salzburg gehörte, wurde später das Begräbnisrecht für die Pfarre eingeräumt. Dafür wurde sie mit einem Karner ausgestattet. Während ein Visitationsprotokoll von 1544 noch eine stagnierende Entwicklung der Pfarre zeigt, setzt in der zweiten Hälfte des 16. Jahrhunderts ein forcierten Ausbau durch die Patronatsfamilie Teufel ein, die sich weitgehend dem Protestantismus anschloss und in der Reformationszeit eine Art Erbbegräbnis errichtet. Die Familie hatte zu dieser Zeit seit mindestens 300 Jahren ein Eigenkirchenrecht, was aus der Inschrift neben dem Kircheneingang und den Hinweis am Epitaph des Erasmus Teufel hervorgeht. Durch Interessensverlagerungen im Geschlecht der Teufel, deren Aussterben und die Rückstufung zur Filialkirche von St. Egyden in der Gegenreformation kam es zu einem Bedeutungsverlust der Kirche.

### Erstbau der Kirche

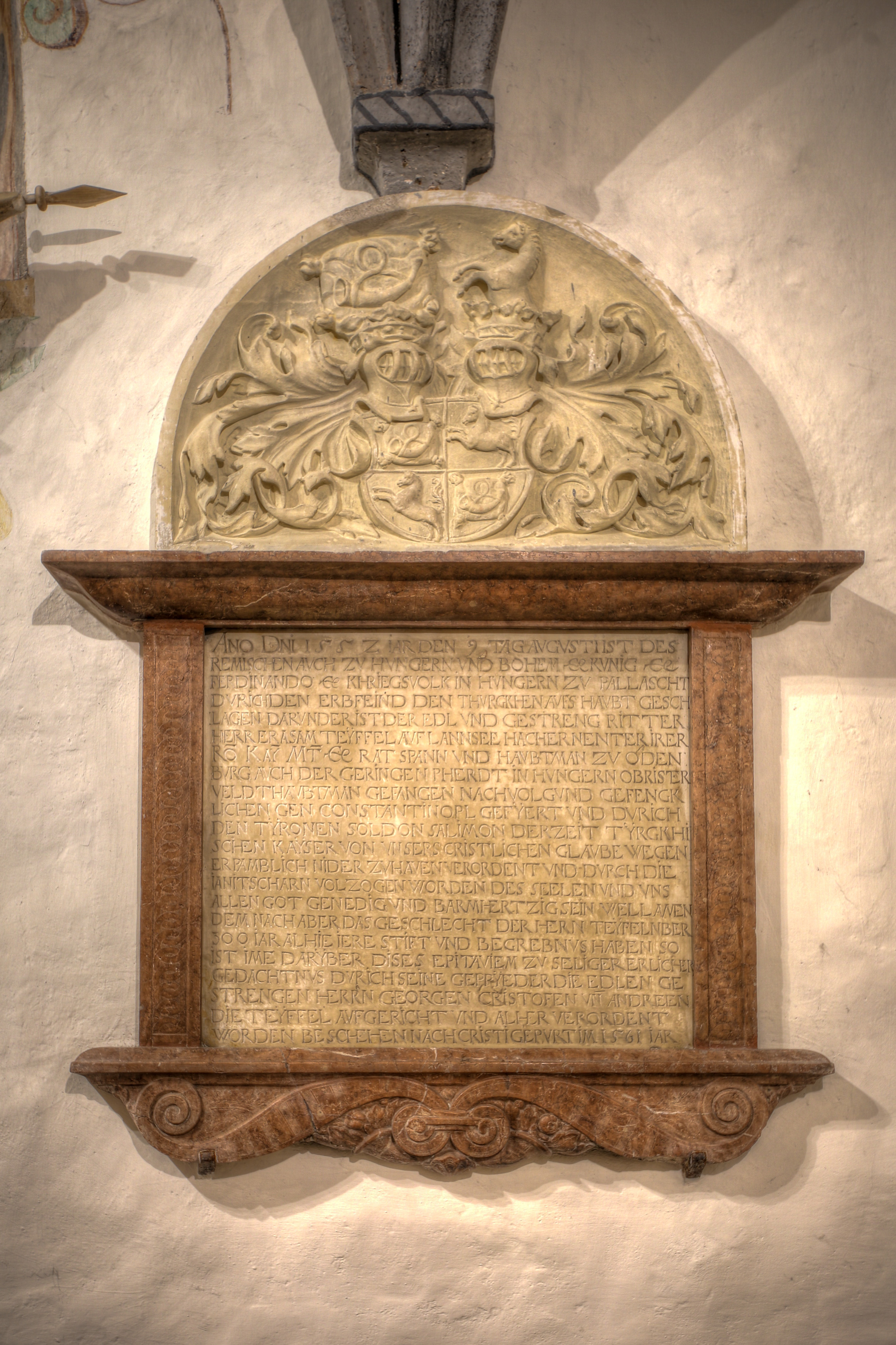
Epitaph des Erasmus Teufel † 1552

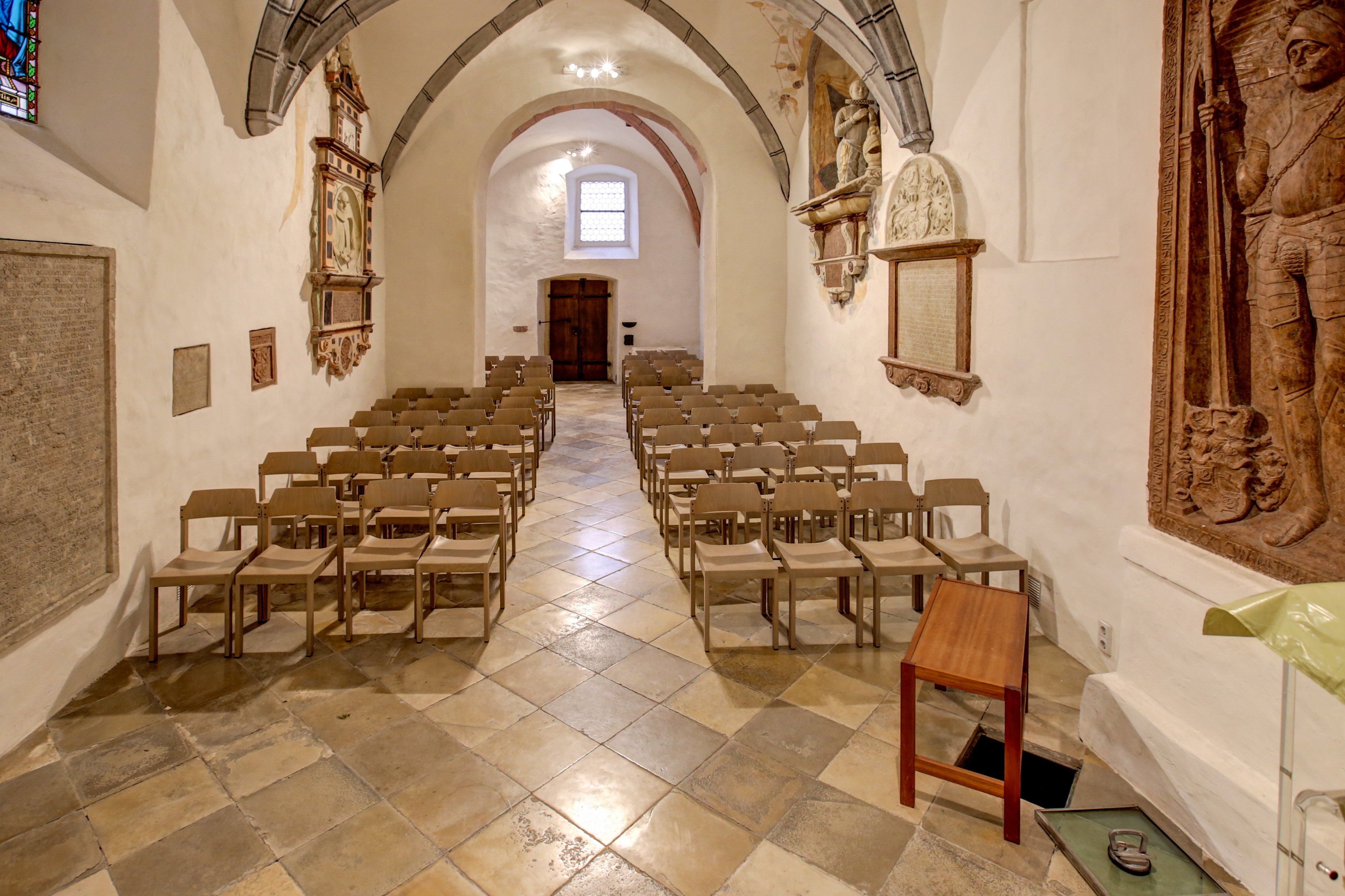
Langhaus zum Eingang

Der Erstbau von Winzendorf war eine Kapelle im Chorquadrattypus. Die kleine und gedrungene Grundrissdisposition der Kirche mit Westempore und Hocheinstieg ohne Wehrcharakter gleicht in der Anlage der nahen romanischen Burgkapelle von Emmerberg bzw. der Schlosskirche von Saubersdorf. Vorbild für die stilistische Ausprägung der Detailformen wie Rippenprofile oder Fensterformen war die Bettelordensarchitektur der Zeit. Eine archäoastronomische Untersuchung zur Bestimmung des Gründungsjahres wurde nicht gemacht, da die Längsachse in keine Sonnenaufgangsposition zeigt. Eine Thermolumineszenzdatierung unterschiedlicher Ziegelproben aus dem Gebäude brachte keine weiterführenden Informationen zur Altersbestimmung.
Die Verbindung von Altar mit Quellfassung und Abflusssystem scheint sich ungeplant aus der baulichen Situation ergeben zu haben. Anhaltspunkte für eine kultische Einbeziehung der Quelle gibt es nicht. Auffallend sind die Größe des Systems, seine Begehbarkeit und die Wahl eines Kastenaltars, der an der Vorderseite ein beschädigtes bleiernes Reliquienkästchen enthielt. Die ältesten bei der Renovierung zutage getretenen Funde stammen aus dem 14. Jh. und lagen im Bereich der Quellentwässerung sowie zwischen Kirche und Karner. Gefäßkeramik aus dem 15. Jh. gab es im Bereich Chor, Sakristei und Karner. Besonders gut erhalten sind zwei nahezu unbeschädigte Töpfe aus dem 16. Jh., die am Dachboden gefunden wurden, die vermutlich mit den Umbauarbeiten der Familie Teufel in Zusammenhang stehen. Unter den Eisenfunden ist ein hochwertiges, zweiseitig sperrbares Türschloss für eine Innentür mit steinernem Rahmen hervorzuheben.
Die Saalkirche wurde vom 13. bis 15. Jahrhundert mehrmals umgebaut. Der gerade Chorschluss stammt aus dem dritten Drittel des 13. Jahrhunderts. An der Chornordseite ist eine spätgotische Kapelle angebaut. Der Anbau einer Chrokapelle dokumentiert die spätmittelalterliche Volksfrömmigkeit, die sich in einer Vermehrung der Benefizien, Altar- und Messstiftungen manifestierte. Die Begräbnisstätte der Winzendorfer Patronatsherren lag bedingt durch das Abflusssystem im älteren hinteren Teil des Langhauses und nicht beim Hauptaltar oder in der Kapelle. Die einschneidendsten Veränderungen an Kirche und Karner mit einer eindrucksvollen künstlerischeren Aufwertung erfolgten im Zuge der Umwidmung der Pfarrkirche Winzendorf zum Erbbegräbnis der Herren von Teufel Ende des 16. und frühen 17. Jahrhunderts. Die Bauphase beginnt mit der Errichtung der Epitaphien für Erasmus und Christoph Teufel. Bis 1613 wurde der Kirchenraum neugestaltet, indem auf der Nordseite des Langhauses ein Nischenepitaph für Wolfgang Matthias Teufel eingebaut und der frühere Triumphbogen auf Chorbreite erweitert wurde. Mit dem Umbau des Karners zur Gruftkapelle durch Hans Christoph Teufel für seine erste Frau Maria Euphrosina enden die Umbauarbeiten 1529.
Im Nordwesten steht der vor die Fassade gesetzte Turm aus 1885. Die Kirche war ehemals von einer Wehrmauer umgeben. Der Karner steht im Südwesten der Kirche. Er wurde 1613 zur Gruftkapelle umgebaut. Im Westgiebel des Karners ist ein spätgotisches Relief (Kopie) eingemauert, das das erste Thomaswunder zeigt.

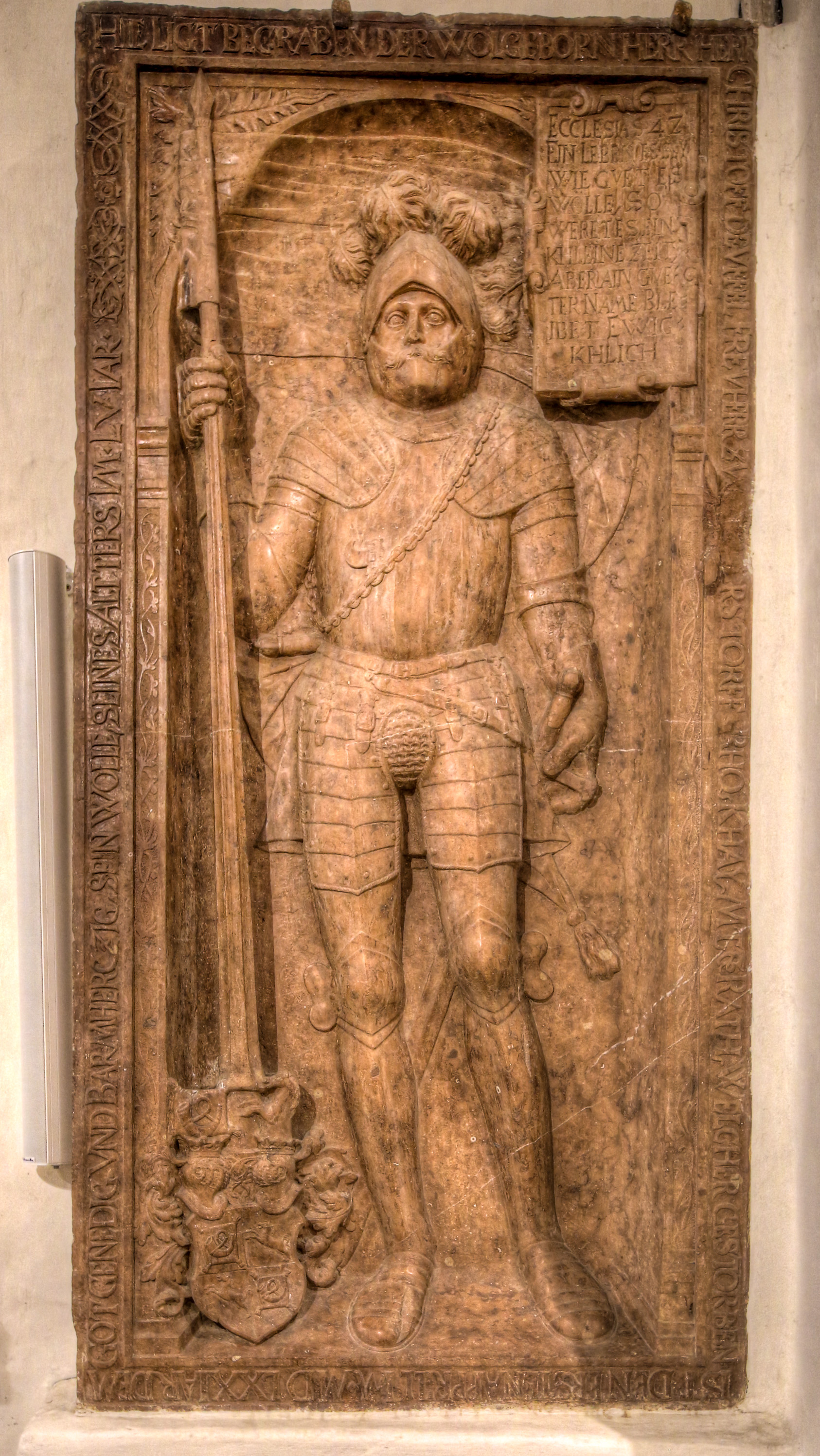
Epitaph des Christoph Teufel † 1570

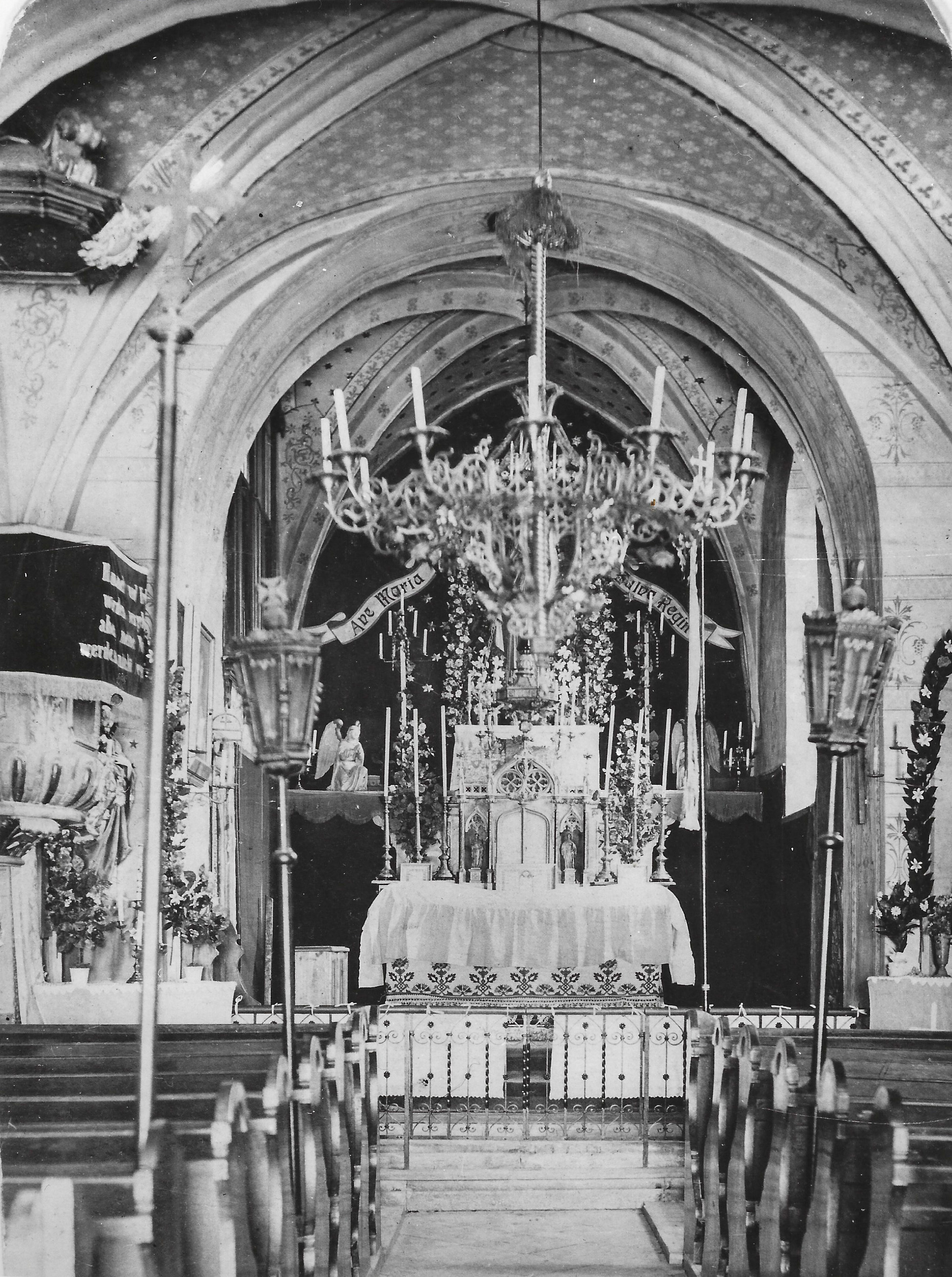
Altar vor 1909

Das anfangs zweijochige Langhaus wurde später um ein weiters Joch nach Westen erweitert. Der Übergang vom zweiten zum dritten Joch, ursprünglich die Westfassade, ist innen an einem eingezogenen Rundbogen und im Süden außen an einer hinausstehenden Wandverlängerung erkennbar. Das Langhaus hat ein Kreuzrippengewölbe über Konsolen aus dem dritten Drittel des 15. Jahrhunderts. Der leicht längsrechteckige Chor hat ein Kreuzrippengewölbe mit einfach gekehlten Rippen aus dem dritten Drittel des 13. Jahrhunderts. Im Norden des Chores führt ein verstäbtes Schulterportal aus dem vierten Viertel des 15. Jahrhunderts zum Kapellenanbau, bzw. der Sakristei mit einem Kreuzrippengewölbe.

### Altar & Ausstattung

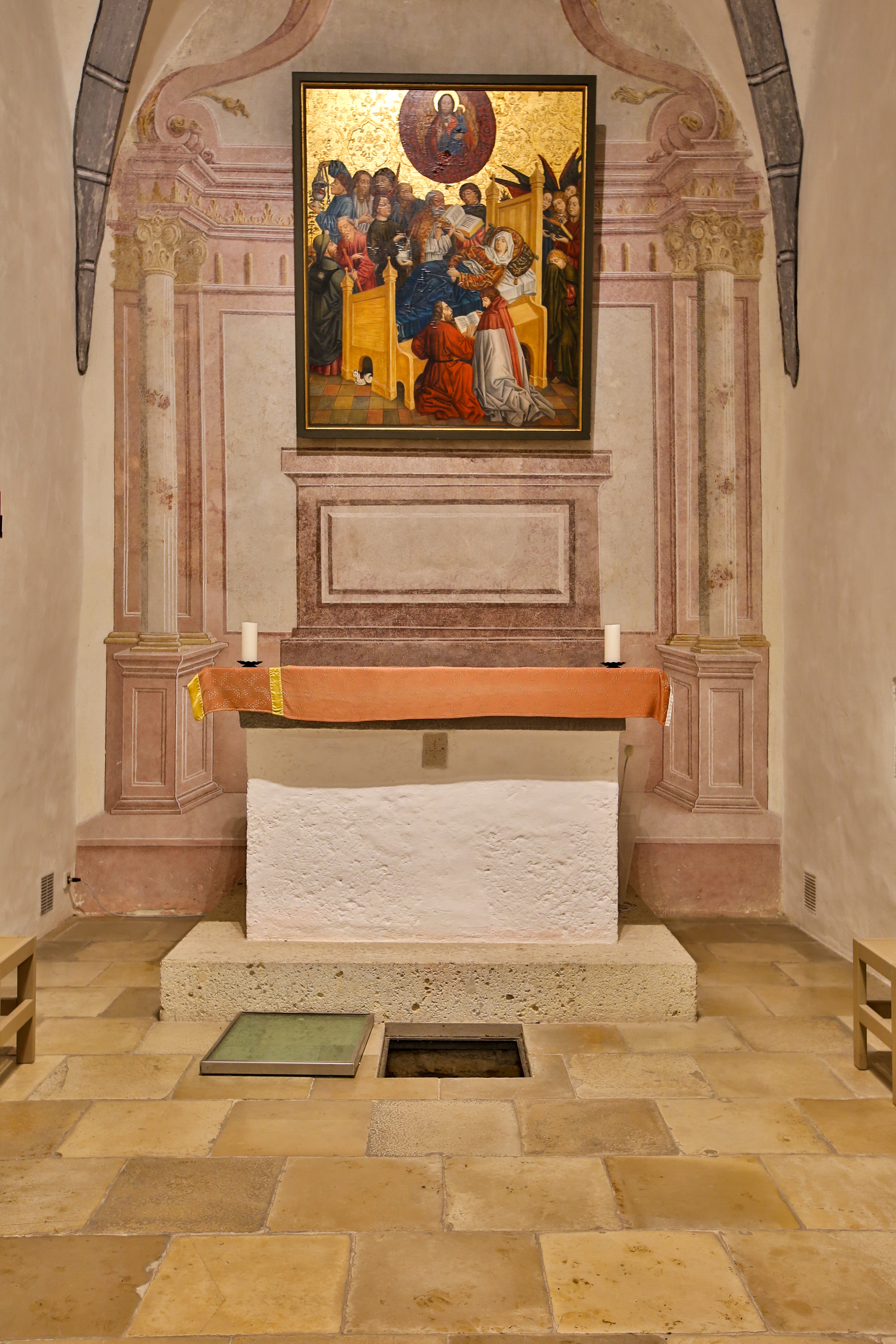
Altar 2022

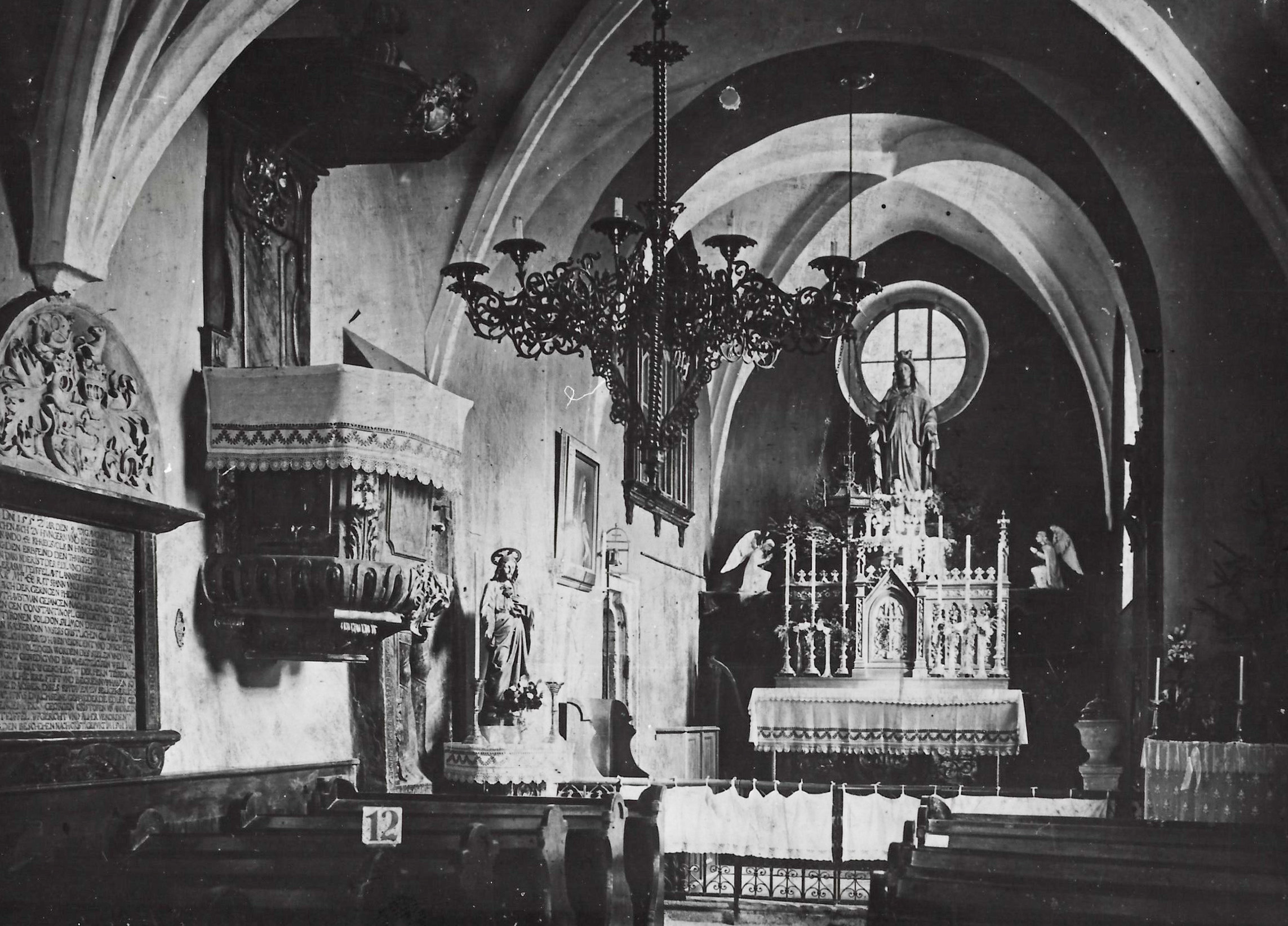
Neugotischer Altar von 1909 in den 1920er Jahren

Der gemauerte Kastenaltar birgt an der Vorderseite ein Reliquienkästchen aus dem Anfang des 14. Jahrhunderts. Es enthielt keinen Hinweis auf einen Heiligen. Staub, Knochen, Holzsplitter, kleine Steine und Haare befanden sich in elf kleinen Stoffbeutel und Seidengewebe, die textilhistorisch untersucht wurden. Aufgrund der großen Nachfrage nach Reliquien im Mittelalter, reichte auch etwas Staub aus der Kirche des verehrten Heiligen aus. Sogenannte Reliquien zweiter Ordnung waren im Hoch- und Spätmittelalter weit verbreitet.

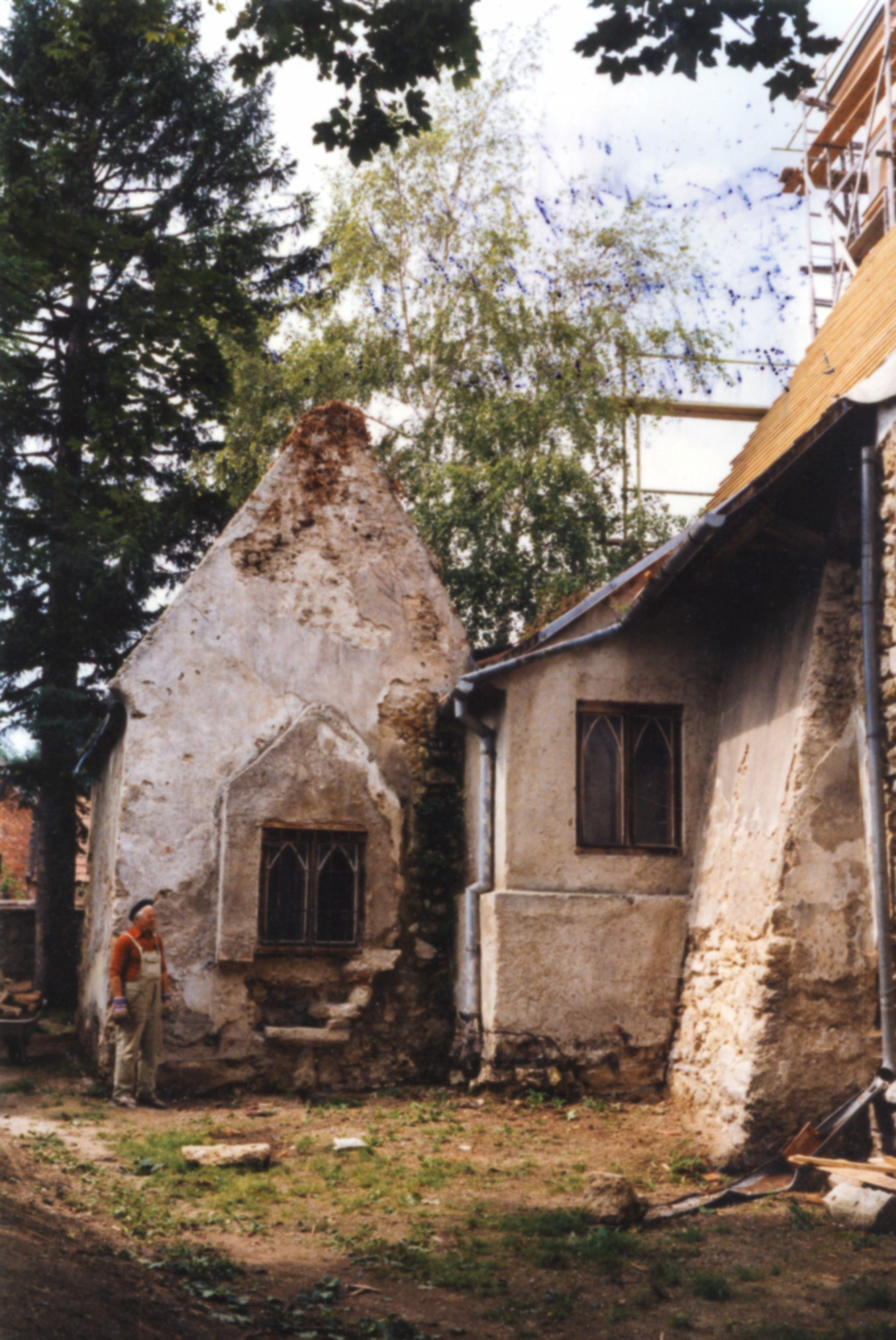
Rückseite des Karners vor der Restaurierung 1989

Das Altarbild, eine Kopie eines gotischen Tafelbildes Marientod aus dem Ende des 15. Jahrhunderts vom akademischen Maler Sepp Buchner aus Pitten (1989) wird vor einer Rückwand mit barocker Scheinarchitektur gezeigt. Das Bild war ursprünglich das Altarbild der Burgkapelle der rund 3 km entfernten Burg Emmerberg bereits in der 1. Hälfte des 19. Jahrhunderts Altarbild in Winzendorf. Beim Kirchenumbau und der Renovierung ab 1882 scheint das Bild durch einen Altar ersetzt worden zu sein. Sein Wert wurde früh erkannt. Aufbewahrungsort des Originals ist die Gemäldegalerie des Kunsthistorischen Museums Wien. Von 1987 bis 2012 war diese Abbildung des Tods Mariäs im Dom Museum Wien. Eine Besonderheit des Bildes ist die abgebildete Katze unter dem Bett, die bei einer früheren Restaurierung einige Jahre übermalt gewesen war.
Erzherzog Rainer von Österreich, Eigentümer des Großgrundbesitzes Emmerberg und Patronatsherr, der Kirche einen neugotischen Altar gewidmet, der von 1907 bis 1909 errichtet wurde, wobei auch die Kirche renoviert wurde. Der Altar war 77 Jahre bis 1986 in der Kirche, wurde im Zuge der Restaurierung entfernt und privat verkauft. Der Altarsockel darunter hatte keine Mensaplatte. Diese wurde wahrscheinlich schon beim Vorgängeraltar entfernt. Bruchstücke fanden sich beim Abbruch der Mauer zwischen Kirche und Karner. Daraus wurde die ehemalige Mensaplatte rekonstruiert, die 1990 geweiht wurde.

### Begräbnisstätte der Freiherrn von Teufel

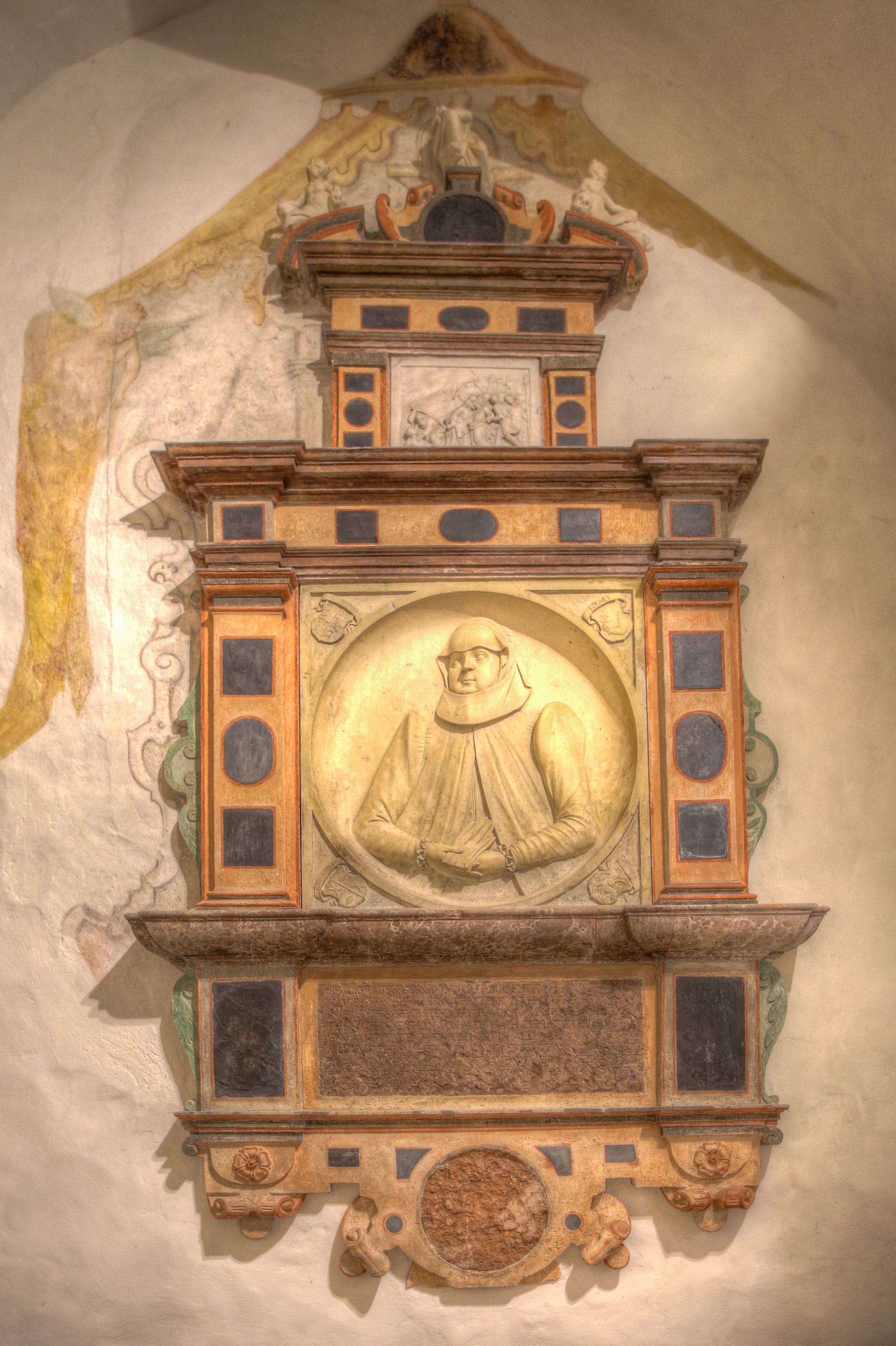
Epitaph der Susanne Teufel geb. Weispriach (1528–1590)

In der Kirche befindet sich die Familiengruft der Teufel, an die auch eine Reihe von Epitaphien erinnert. Die Grabdenkmäler sind charakteristisch für ehemals protestantische Pfarrkirchen. Es gibt Inschriftentafeln mit vielen biographischen Details, eine Dokumentation der Genealogie oder eine figürliche Darstellung zur Vergegenwärtigung der Verstorbenen. Bei den Epitaphien von Susanna und Maria Euphrosina wird besonderer Wert auf den Kinderreichtum gelegt. Heldenmut und kriegerische Leistungen kommen in den Inschriften für Erasmus und Wolfgang Matthias zum Ausdruck. Besonderes Gewicht hat bei Erasmus und Christoph die Vorbildhaftigkeit in der Verteidigung des wahren (evangelischen) Glaubens. Der Hinweis auf die Herkunft wird besonders bei den weiblichen Familienmitgliedern deutlich, wo über dem Familienwappen der Eltern auch die Großelterngeneration angebracht ist.

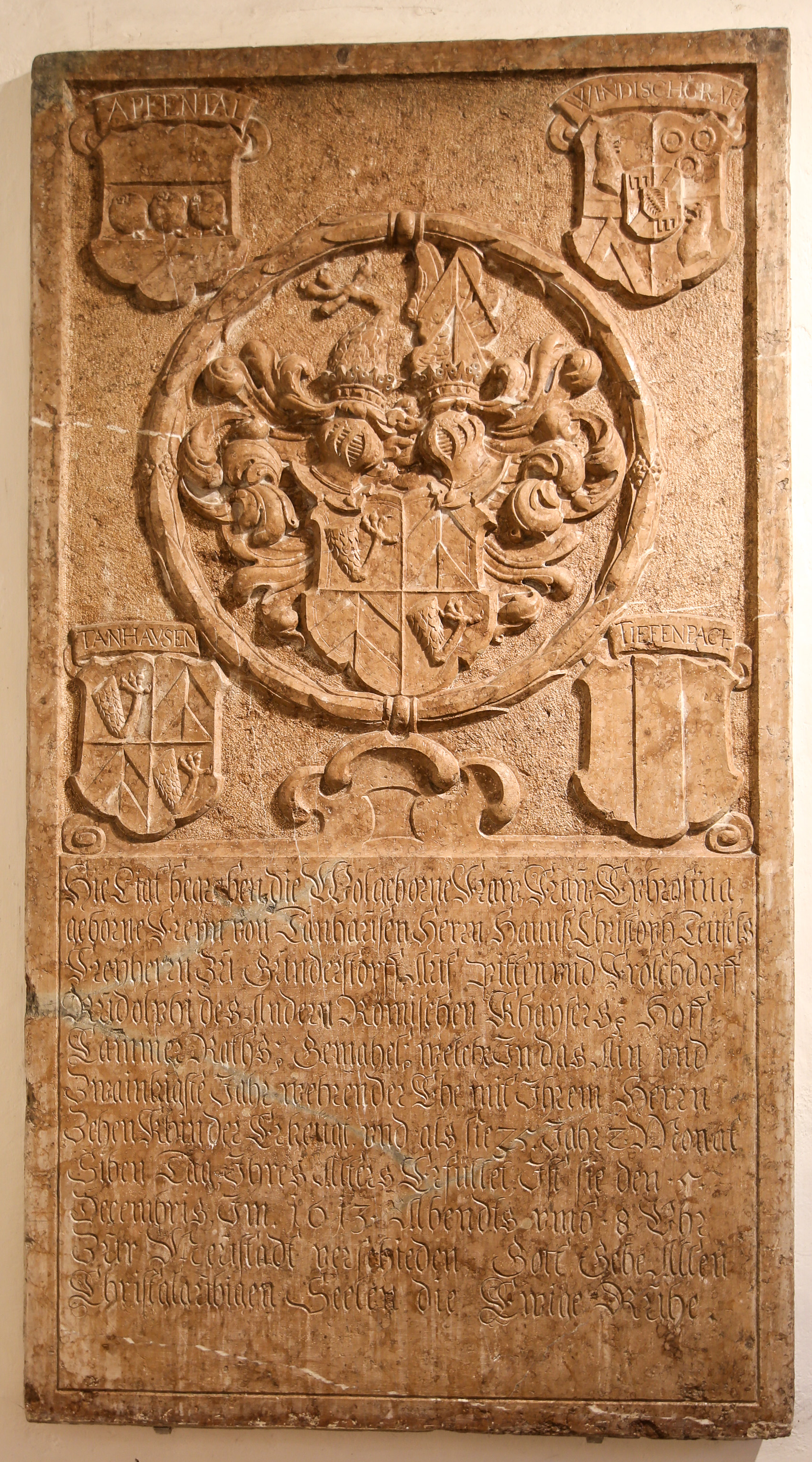
Epitaph der Maria Euphrosina Teufel geb. Freiin von Thannhausen (1578–1613)

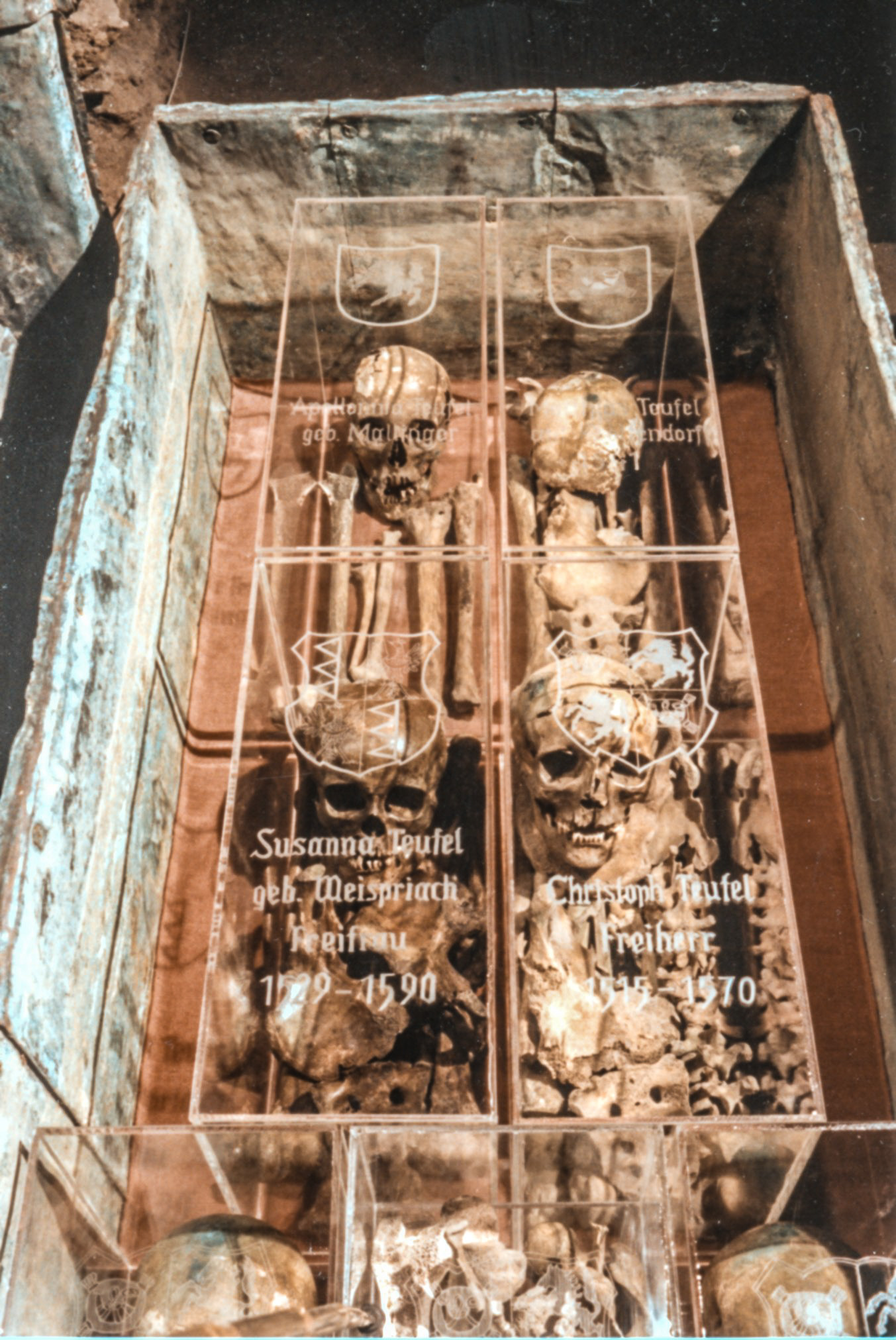
Wiederbestattung Familie Teufel im Zuge der Restaurierung 1989

Das auffallendste Epitaph ist jener für Wolf Mathias Teufel gefallen am 24. September 1587 bei der Belagerung von Krakau. Der Sohn des Christoph von Teufel und seiner Gattin Susanna leistete seinen Kriegsdienst als Fähnrich im Heer von Erzherzog Maximilian III. (der Deutschmeister), dem in einer Doppelwahl gewählten polnischen König, der dann seinem Gegenkandidaten Prinz Sigismund Wasa von Schweden (später Sigismund III.) unterlag. Das von seinen Brüdern errichtete lebensgroße Nischendenkmal in der Kirche zeigt den Verstorbenen als Marmorfigur im Küraß mit Degen und Dolch, goldbeschlagenem Rock mit Halskrause in „Ewiger Anbetung“ vor einem Holzkreuz. Die Errichtung dieses Denkmals, noch mit lateinischer Inschrift, könnte der Grund für die Verbreiterung des Triumphbogens der Kirche gewesen sein. Der Typus erinnert an die Darstellung des kniend betenden Kaiser Maximilian II. auf seinem Sarkophag von 1577 in der Innsbrucker Hofkirche.
Darunter rechts ist das Epitaph seines Onkels Erasmus von Teufel, Herr auf Landsee. Er war kaiserlicher „Rat Spann und Hauptmann zu Ödenburg“ und „oberster Feldhauptmann der leichten Reiterei in Ungarn“. Der obere Abschluss des Inschriftensteins aus Kelheimer Marmor, eng in Kapitalis beschrieben und eingefasst mit rotem Marmor, ist das in einem Halbkreis dargestellte Wappen der Teufel. Das Denkmal wurde 1561 von seinen Brüdern Christoph, Andreas und Georg errichtet. Erasmus war als Abgesandter des Kaisers bei Verhandlungen in Siebenbürgen, wo er 1552 von Türken gefangen genommen und von Janitscharen hingerichtet wurde. Nach einer anderen Erzählung wurde er in einem Sack im Schwarzen Meer versenkt.
Rechts an der Nordwand eingemautert ist das Epitaph für Christoph Teufel Freiherr zu Guntersdorf (1515–1570) auf Frohsdorf (Krottendorf), Pfandinhaber der Herrschaft Güns (heute Kőszeg), der Bruder von Erasmus und Vater von Wolfgang. Frohsdorf war damals der Familiensitz der Teufel. Das Marmorepitaph zeigt den Verstorbenen stehend in voller Rüstung. Die Umschrift nennt Titel sowie Sterbedaten und verweist mittels Bibelzitat auf die Unvergänglichkeit des Geschlechternamens. Die Grabplatte von Felician von Petschach († 1537) in Gutenstein ist ähnlich gestaltet. Als „Stammvater“ der protestantischen Herren von Teufel wurden Christoph mehrere Epitaphe gewidmet. Ein heute disloziertes Bogenrelief, vermutlich der obere Teil eines älteren Epitaphes mit dem knieenden Ehepaar Christoph und Susannen, den Gekreuzigten anbetetend, ist an der Außenwand des Hauses Winzendorf Nr. 14 angebracht. Neben dem Grabstein gab es ihm zu Ehren eine hölzerne Inschrift von seinem Sohn Christoph Johann Christoph Teufel (1567–1624), der bei seinem Tod erst drei Jahre alte war. Aus Platzgründen, man baute eine Kanzel, wurde diese Holztafel 1840 vom Pfarrer an einen Winzendorfer Bauern verkauft, der das Epitaph zu einem Türstock verarbeitete. Von 1581 bis 1592 besaßen er und seine Brüdern die Herrschaft Emmerberg. Im Jahr 1609 konvertierte Johann Christoph zum katholischen Glauben und errichtete die noch heute bestehende Schlosskapelle in Frohsdorf, die 1613 von Alfons Requensens y Fendlet, dem ersten Weihbischof von Wien, geweiht wurde. Damit verlor Winzendorf seine Bedeutung als Begräbniskirche der Teufel. Christoph ist im heutigen Redemptoristenkolleg Katzelsdorf begraben, wo seine Mutter ihre zwanzigjährige Witwenzeit verbracht hatte.

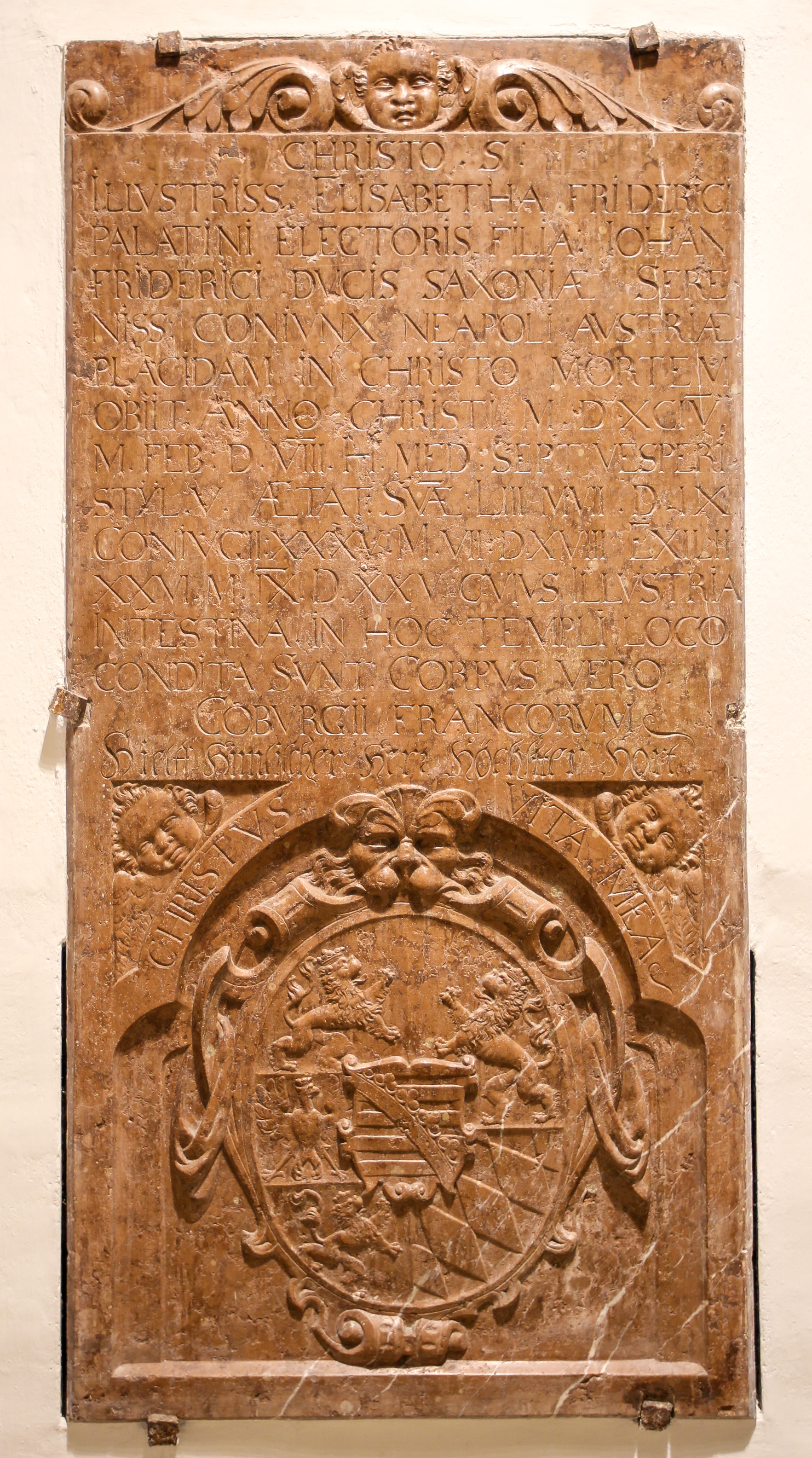
Epitaph der Elisabeth von der Pfalz (1540–1594)

Auf der gegenüberliegenden Wand befindet sich das Epitaph der Susanna Teufel geb. von Weisspriach (1528–1590), aus dem Salzburger Uradel stammend. Die plastische Darstellung der Verstorbenen aus Kelheimer Marmor zeigt sie mit halbem Leibe, am Kopf ein Tuch zu einem Gugl gebunden, in der Hand ein Paar Handschuhe als Zeichen von Vornehmheit und Reichtum. In Susannas Grab wurde noch ein Stück wertvoller Goldborte gefunden, das detailliert analysiert wurde. Über ihrem Epitaph befindet sich ein Relief mit der Gefangennahme Christi. Susanna heiratete 1547 Christoph von Teufel und war Mutter von neun Kindern. Ihre große Kinderzahl und ihr keuscher tugendhafter Lebenswandel in ihrer 20 Jahre dauernden Witwenschaft wird in der Inschrift hervorgehoben. Die vier Wappen zeigen die Stammfamilien Weisspriach, Lónyay, Hohenwart und Lengyel. Durch ihren Reichtum an Grundbesitz und Barvermögen, sie war die Letzte ihres Geschlechts und die Erbtochter der Herren von Weisspriach, erhöhte sich das Vermögen der Teufel beträchtlich. Sie und ihr Gatte waren eifrige Protestanten, zogen 1560 das Kloster zu Katzelsdorf ein, vertrieben die Mönche und gründeten dort eine evangelische Schule. Nach 1570, als Witwe und Grundherrin, benutzte sie ihr Patronatsrecht in Winzendorf, um alle 14 Tage lutherisch predigen zu lassen und den katholischen Glauben zurückzudrängen. Auch in den ihr zustehenden Pfarren Maria Laach und Aggsbach setzte sie protestantische Pfarrer ein.
Den Umbau des Karners zur Gruftkapelle bezeugt das Wappenepithaph von Maria Euphrosina Teufel (1578–1613), Freiin von Thannhausen, der Gemahlin von Johann Christoph Teufel. Sie verstarb 1613, vier Jahre nachdem ihr Mann Katholik wurde. Sie wurde in der damals noch protestantischen Winzendorfer Kirche begraben (und nicht in der neu gebauten katholischen Schlosskapelle Frohsdorf). Das Epitaph mit Inschrift zeigt vier Wappen, die Geschlechter von Apfental, Windischgrätz, Tieffenbach und Thannhausen als zentrales Motiv. Im Text hervorgehoben werden die stundengenauen Sterbedaten, die Anzahl der Kinder und die Tugendhaftigkeit der Verstorbenen.
Rechts nahe dem Hochaltar, wo früher der erzherzogliche Stuhl, später der der Kirchenväter stand, ist ein roter Marmorstein mit lateinischer Inschrift angebracht. Die Intestinen, Herz und Eingeweide der 1594 in Wiener Neustadt verstorbenen Herzogin Elisabeth von der Pfalz (1540–1594), auch Elisabeth von Sachsen genannt, wurden hier beigesetzt. Sie war eine sehr gute Freundin von Susanna Teufel. Unter dem Schutz der Freiherrin hatte die Winzendorfer Kirche mehr protestantischen Charakter als irgendeine andere in der Umgebung. Der Adel durfte protestantische Gottesdienste in seinen Häusern abhalten, bei denen aber niemand sonst beiwohnen durfte. Elisabeth war ihrem protestantischen Gatten Johann Friedrich II. den Mittleren von Sachsen-Coburg-Eisenach in seine lebenslanger Festungshaft nach Wiener Neustadt gefolgt. Er war wegen seiner Teilnahme an den Grumbachschen Händeln, der letzten Erhebung der Reichsritterschaft, der Reichsacht verfallen. In der Inschrift wird die seltene Hingebung der Fürstin, ihrem Gatten in die Gefangenschaft bis in den Tod zu folgen, hervorgehoben. Ende 1594 erfolgte die Heimführung der Leiche der Herzogin mit Begräbnis in der Coburger Morizkirche. Das zwölf Meter hohe Alabaster-Grabmal für sie und ihren Mann zählt zu den schönsten Renaissance-Epitaphien in Deutschland. Unter anderem sind fünf Personen sind in „Ewiger Anbetung“ dargestellt.

### Weitere Grabstätten
Ebenfalls an der Südwand, wo früher die Männerstühle waren, befindet sich ein Gedenkstein für den Weltpriester Jakob Plesch (1741–1831), der 1831 gestorben und an der Außenmauer der Kirche begraben ist. Er kam erst im Alter von 67 als Kurator von St. Egyden nach Winzendorf, da ihm dort der eigenhändig gepflanzte Wald abgebrannt worden war. Plesch kaufte 1821 ein Kleinhäusl (wo heute der Pfarrhof steht) bezog kein Gehalt, war aber sehr sparsam und handwerklich geschickt. Er restaurierte das Haus und schenkte es als erstes Schulhaus dem Dorf. Der Habsburger Rainer von Österreich (1783–1853) war seit 1833 Besitzer der Herrschaft Emmerberg und unterstützte die Stiftung mit weiteren 4.500 fl. Er gab 1836 für den Bau eines neuen Pfarrhauses 5.000 fl. und kaufte Grundstücke für die Pfarre. Die Gemeinde leistete Hand- und Zugrobot.
In der früheren Friedhofskapelle, auch Johannes Kapelle, die ab den 1950er Jahren einen Zugang zum Innern der Kirche hatte, der bei der Restaurierung wieder entfernt wurde, befindet sich ein Grabstein für Theresia Francisca Gräfin von Heissenstein (1729–1792), geborene Freiin von Riesenfels. Sie ist am 16. August 1792 verstorben. Die Inschrift nimmt Bezug auf ihre Rolle als Sternkreuzordensdame. Die Freiherren von Heißenstein (auch Heußenstamm oder Heißenstamm) waren von 1709 bis 1805 die Besitzer der Herrschaft Emmerberg. Warum sie in Winzendorf beigesetzt wurde, ist nicht bekannt. Ihr Ehemann, Franz Heinrich Graf von Heissenstein, k.k. Kämmerer, der 1760 den Eichendachstuhl der Burg Emmerberg verkaufte und sie damit dem Verfall preisgab, starb erst nach dem Weiterverkauf der Herrschaft Emmerberg im Jahre 1812. Traditioneller Begräbnisort der Familie war um diese Zeit die Augustinerkirche in Wien.
Im Zuge der Kirchenrestaurierung Ende der 1980er Jahre gab es eine anthropologische Begutachtung der in und um Kirche und Karner geborgenen menschlichen Skelettreste. Zusammen mit den in einer Kupferkiste deponierten Gebeinen der Freiherrn von Teufel konnten 1484 Individuen identifiziert werden. Bei 426 war die Bestimmung von Sterbealter und/oder Geschlecht möglich. Die Skelette der Familie Teufel wurden nach Abschluss der Untersuchungen im Rahmen einer ökumenischen Feier wiederbestattet. Die Gruft war vorher mindestens schon zweimal geöffnet worden. In einem kleineren Sarg wurde eine Münze von 1885 (Umbauzeit des Westflankenturms) gefunden und laut einer Überlieferung knapp vor 1900. Insgesamt ist das Winzendorfer Skelettmaterial anderen österreichischen Stichproben sehr ähnlich. Die pathologischen Befunde zeigten Rheuma-Erkrankungen, Knochenentzündung, Schädelverdickungen aber auch Schuss- und Hiebverletzungen.
Neben menschlichen Knochen wurden Überreste von Tierknochen gefunden, von denen 33 artlich zugeordnet werden konnten. Am öftesten stammen die Kochen von eher kräftigen Hausrinden, während Ziegen und Schafe eher klein waren. Daneben gab es Überreste vom Hausschwein, Hausschaf, Gänsen, Rothirsch und Haushund. Die häufig erkennbaren Zerlegungsspuren lassen überwiegend auf Speisereste schließen.

### Bauliche Veränderungen seit dem 18. Jh.

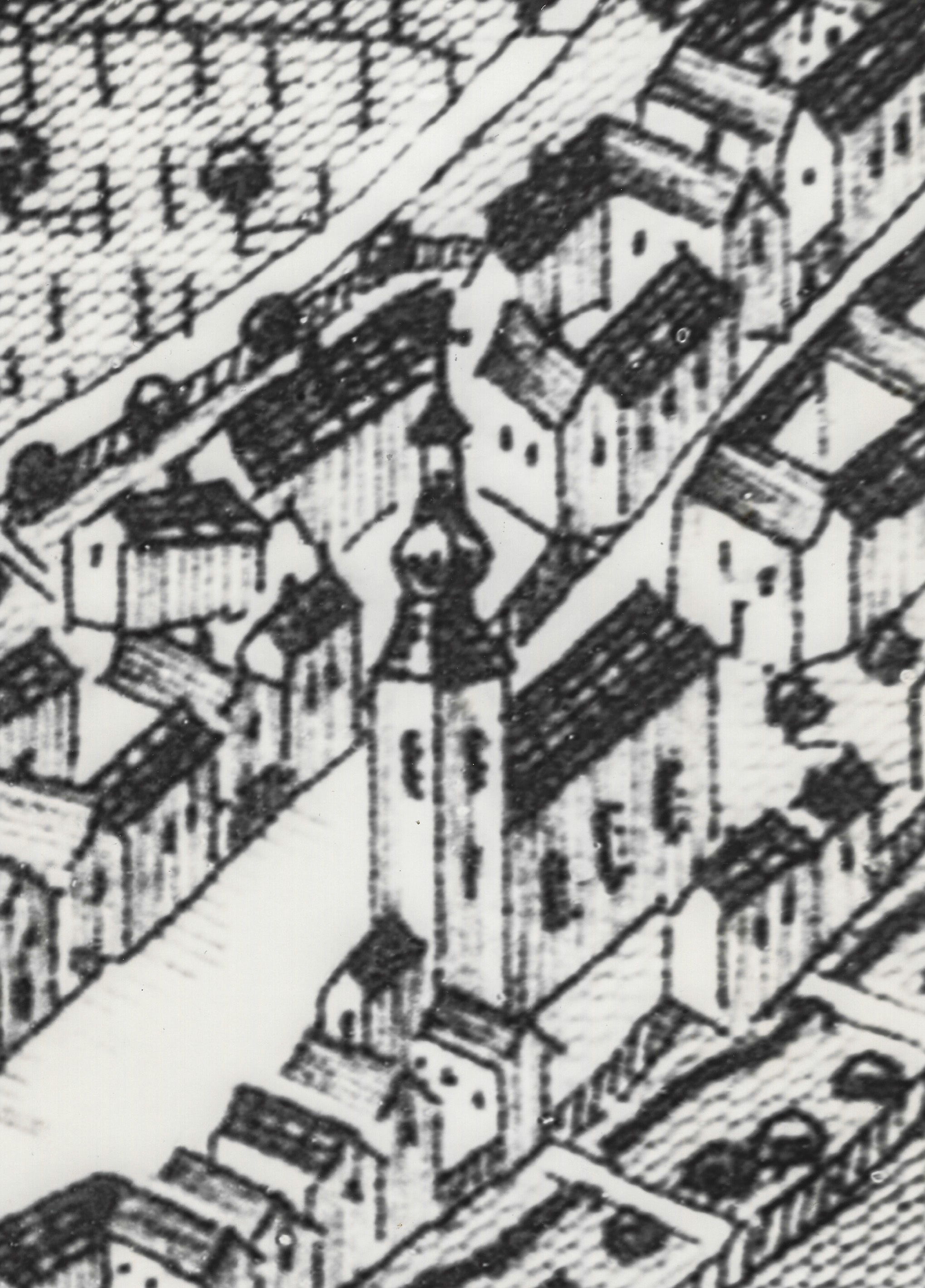
Der 1882 abgetragene Mugl Trum Turm im Jahre 1837

1776 wurde auf der Verlängerung des Langhauses ein überdimensionierter Kirchturm aufgesetzt, der im Volksmund die Bezeichnung „Mugl-Trumm-Thurm“ erhielt. In den 1850er Jahren wird von Baugebrechen berichtet. Es gab Sprünge an den Pfeilern der Chorstiege. 1882 war der Turm bereits so baufällig, dass die Glocken nicht mehr geläutet werden durften und die Gottesdienste aus Sicherheitsgründen in den Pfarrhof verlegt wurden. Der Turm wurde abgetragen, da er sich um ca. 60 cm geneigt hatte. Der damalige Kirchenpatron, Leopold von Österreich (1823–1898), war für die Finanzierung eines neuen Turms zuständig, wollte aber möglichst wenig Mittel dafür aufwenden. Er war diese Zeit mit der Einrichtung von Schloss Hernstein beschäftigt. Ohne auf die Entscheidung der k. k. nö. Statthalterei zu warten, die einen architektonischen Entwurf vorlegen wollte, ließ Leopold die Bauarbeiten sofort beginnen. Der Turm wurde kleiner dimensioniert und kostensparend seitlich des Haupteingangs gebaut, wobei das Material aus Leopolds Steinbrüchen in Fischau und Brunn kam und der Kalk von der Firma Curti (Winzendorfer Steinbruch) kostenlos zur Verfügung gestellt wurde. Der Einspruch der Statthalterei blieb, da der Turm schon zur Hälfte hochgezogen war, folgenlos. 1885 wurde der heutige Kirchturm eingeweiht. Im 19. Jahrhundert wurde die Kirchhofmauer abgetragen.
Eine Glocke goss 1757 Christoph Packendorff, der auch für die Kirche in Grünbach am Schneeberg tätig war. Diese ca. 250 kg schwere Glocke (Stimmung h) wurde in den Weltkriegen nicht zur Waffenproduktion verwendet. Im Zweiten Weltkrieg wurden im Dezember 1941 drei Glocken von der Wehrmacht zum Einschmelzen abgeholt. Eine große Turmglocke von 1926 (gis, 528 kg, gegossen von Berndorf/Krupp), eine mittelgroße (1926, dis, 175 kg) und eine kleine, vermutlich von der Waldandachtskapelle.